# Rivière, Pas-de-Calais
Rivière är en kommun i departementet Pas-de-Calais i regionen Hauts-de-France i norra Frankrike. Kommunen ligger i kantonen Beaumetz-lès-Loges som tillhör arrondissementet Arras. År 2022 hade Rivière 1 124 invånare.

## Befolkningsutveckling
Antalet invånare i kommunen Rivière
| Referens: INSEE |